# プレヴェン州

プレヴェン州
Област Плевен

プレヴェン州（プレヴェンしゅう、ブルガリア語: Област Плевен, ラテン文字転写: Oblast Pleven）はブルガリア中北部に位置する州。州都はプレヴェン。

## 基礎自治体
- ベレネ（Белене、Belene）

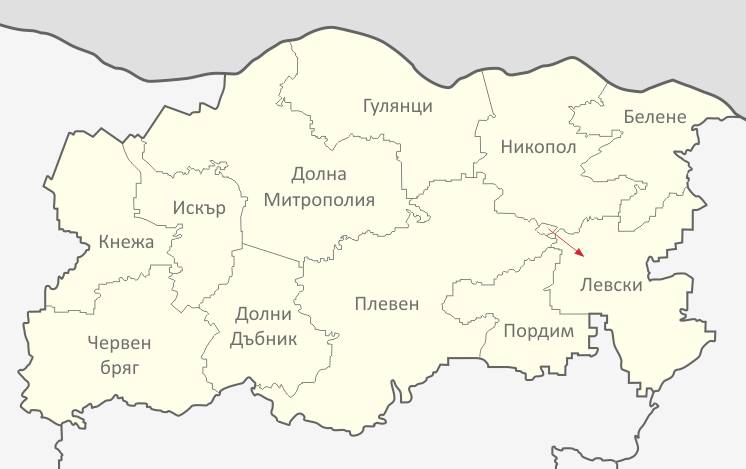
プレヴェン州の基礎自治体

- チェルヴェン・ブリャク（Червен бряг、Cherven Bryag）
- グリャンツィ（Гулянци、Gulyantsi）
- ドルニ・ドゥブニク（Долни Дъбник、Dolni Dabnik）
- ドルナ・ミトロポリヤ（Долна Митрополия、Dolna Mitropoliya）
- イスクル（Искър、Iskar）
- クネジャ（Кнежа、Knezha）
- レフスキ（Левски、Levski）
- ニコポル（Никопол、Nikopol）
- プレヴェン（Плевен、Pleven）
- ポルディム（Пордим、Pordim）

## 地理
プレヴェン州はドナウ平原の中に位置している。州の北にはドナウ川が流れており、ルーマニアとの国境となっている。ドナウ川沿いの町ベレネ近くにある川の中州もプレヴェン州に含まれる。プレヴェン州は西にヴェリコ・タルノヴォ州、南にロヴェチ州、東にヴラツァ州と接している。州にはオスム川（Осъм、Osam）、ビト川（Бит、Bit）、イスクル川（Искър、Iskar）などが南のバルカン山脈から流れ、ドナウ川に注ぎ込んでいる。

## 人口
2003年の州の人口は311,985人であり、その民族別人口比率は次の通り。
- 89.9% ブルガリア人
- 5.4% トルコ人
- 3.1% ロマ

## ギャラリー

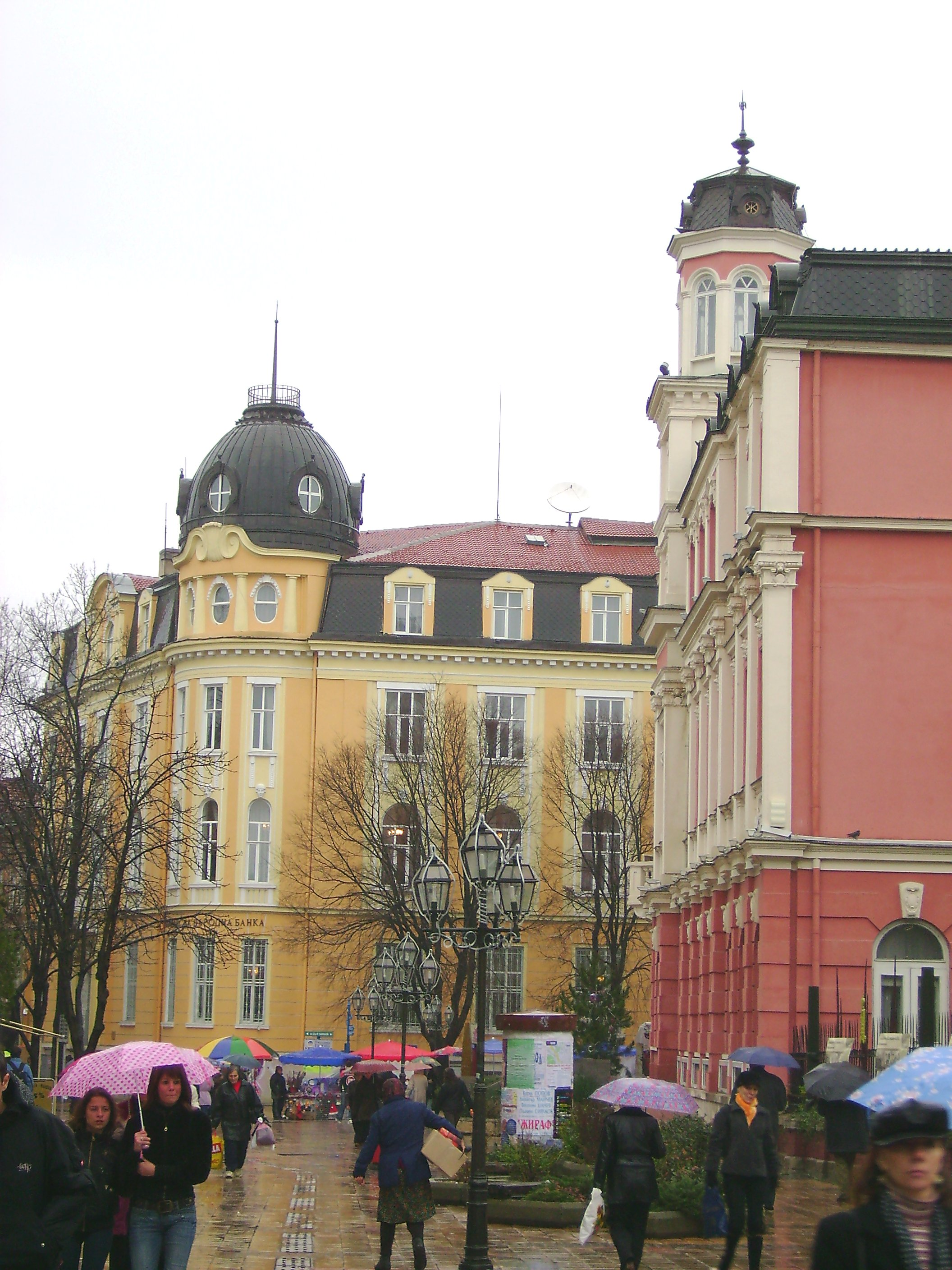
プレヴェンの中心
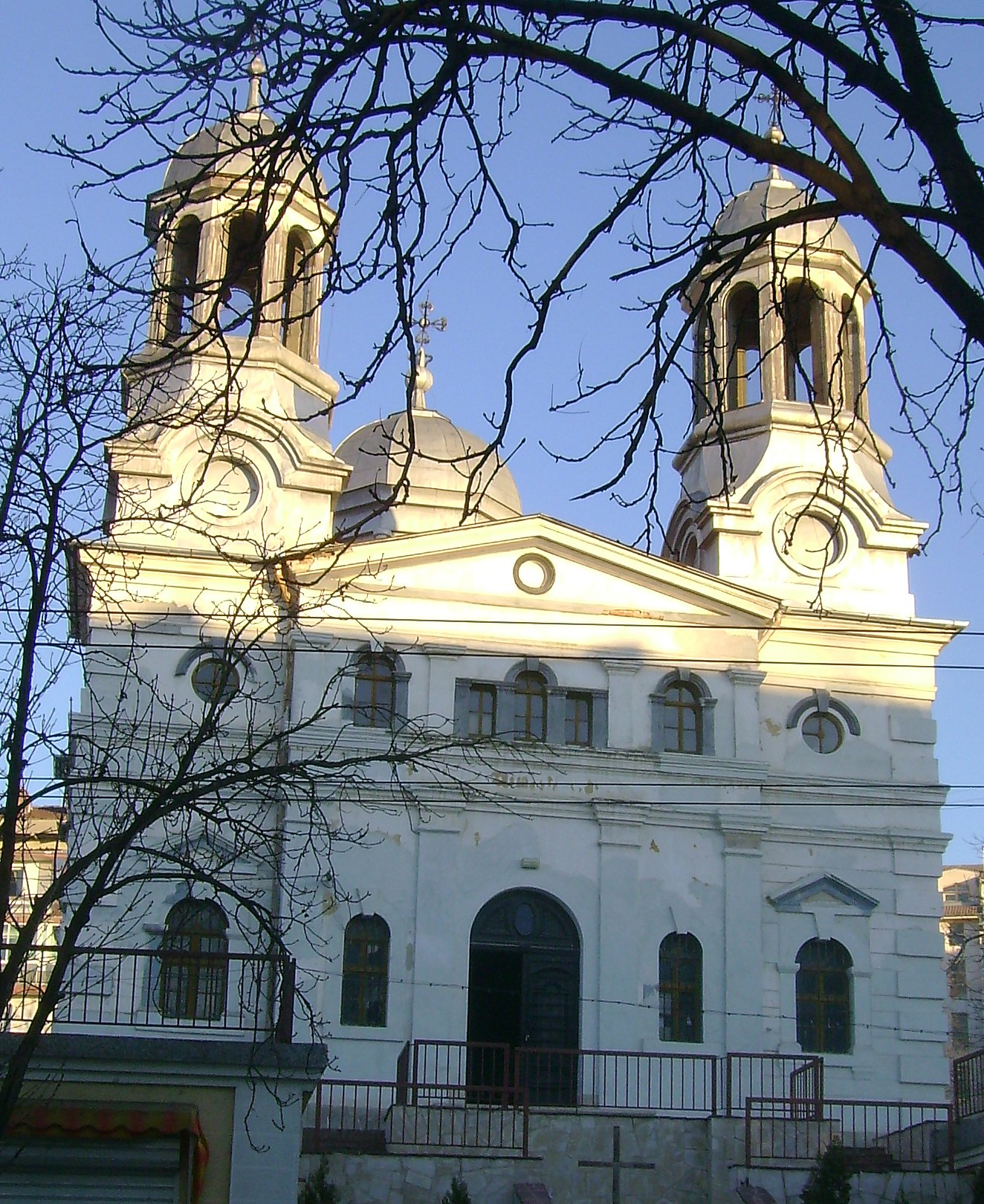
プレヴェンのブルガリア正教会の教会堂
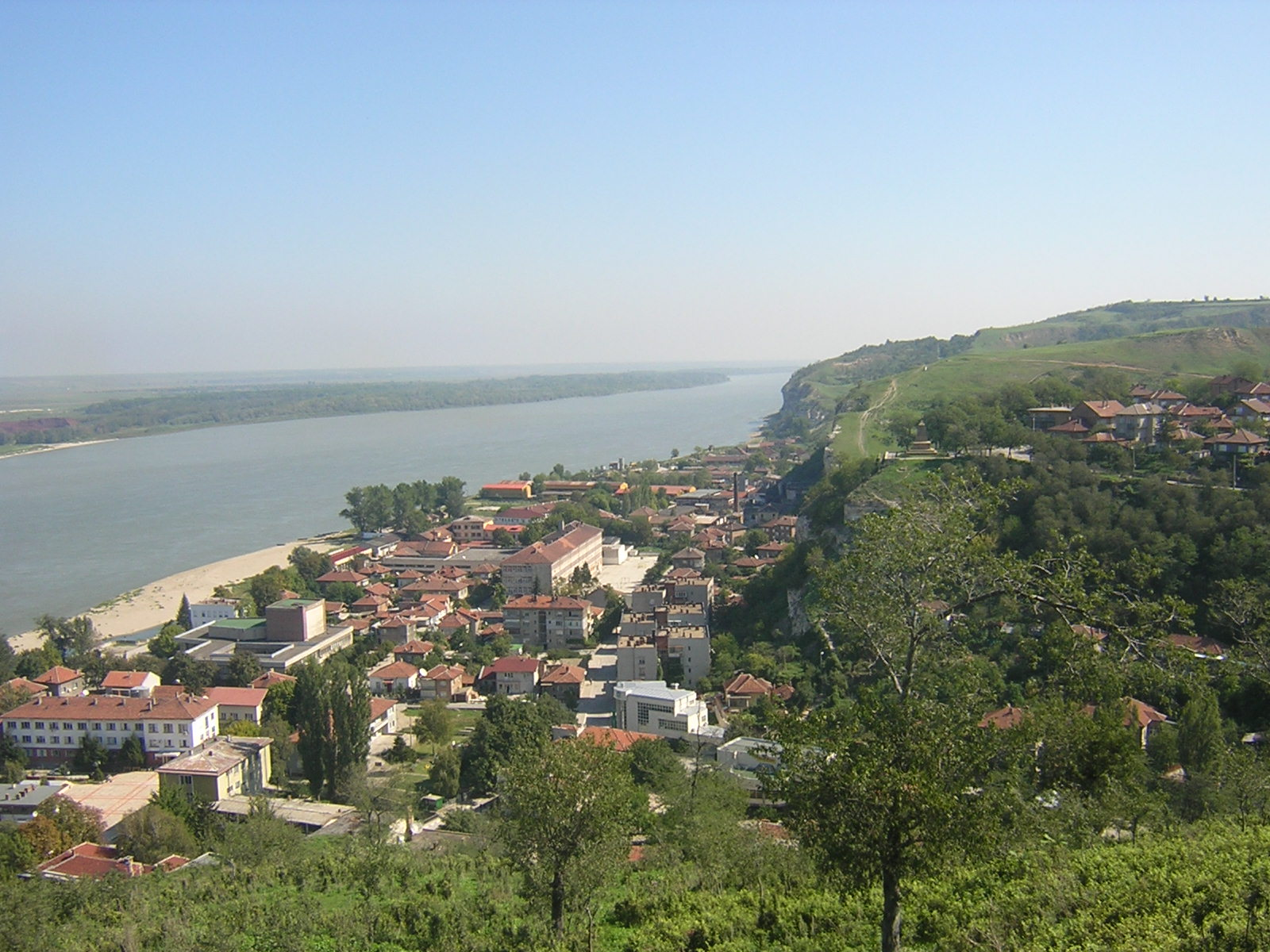
要塞からみたニコポルの町とドナウ川
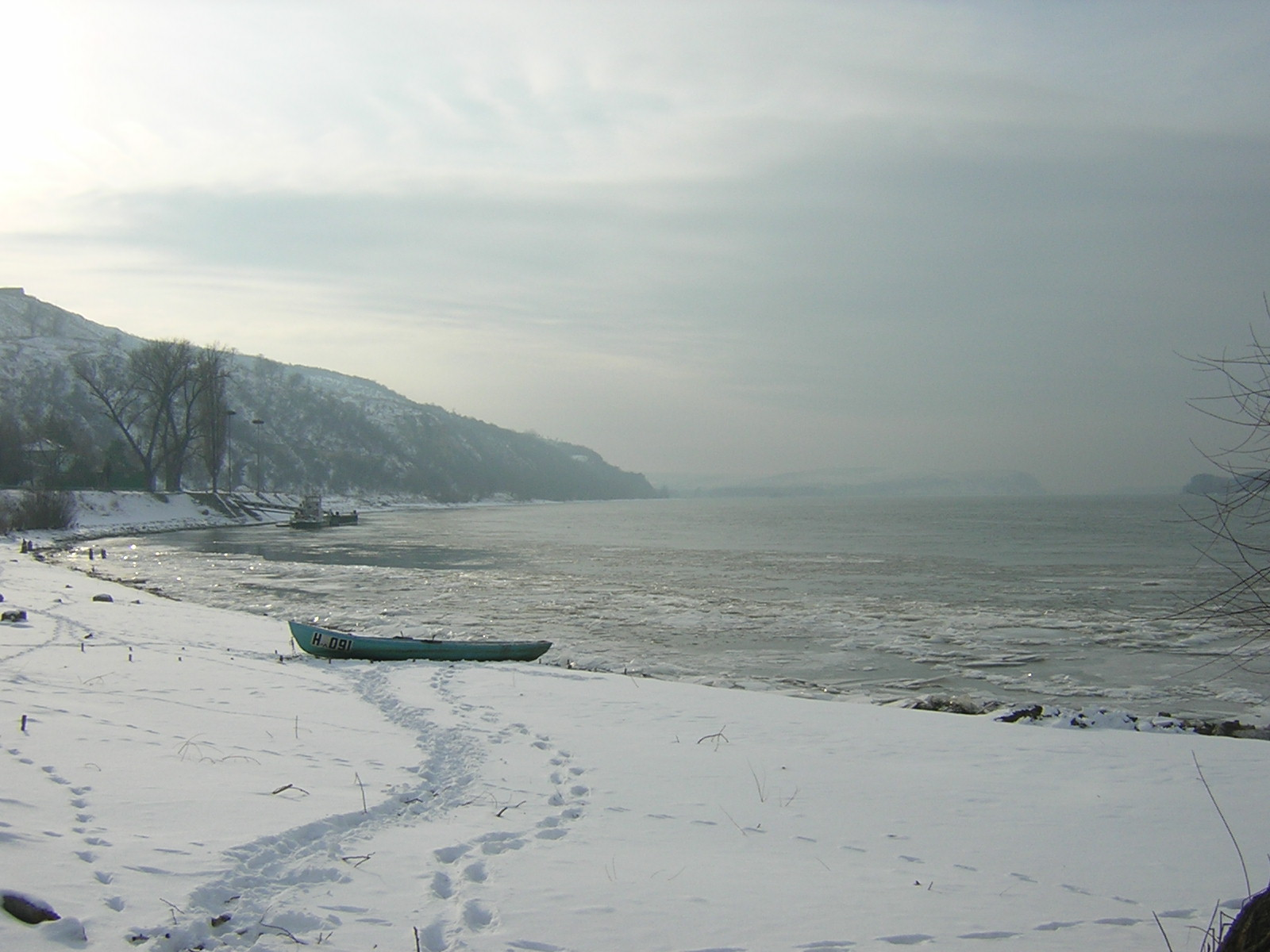
ニコポル、冬のドナウ川
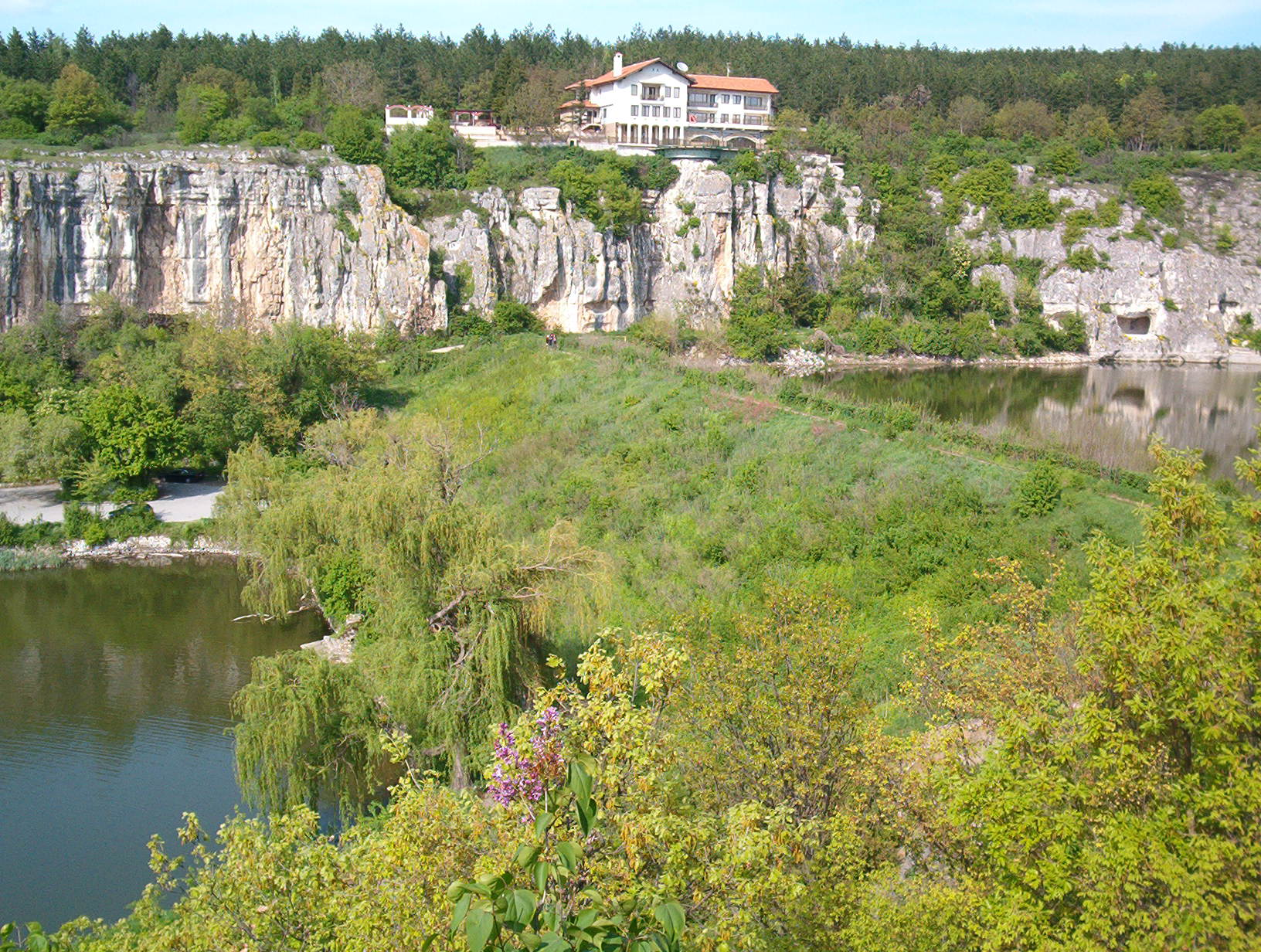
プレヴェン近郊のカルスト地形とダム湖